# Lake Namunamu
Der Lake Namunamu ist ein See im Rangitikei District der Region Manawatū-Whanganui auf der Nordinsel von Neuseeland.

## Geographie
Der mehrarmige, auf einer Höhe von 192 m liegende Lake Namunamu befindet sich rund 35 km westnordwestlich von Whanganui, rund 1,2 km südlich einer Schleife des Turakina River und knapp 10 km westnordwestlich der kleinen Gemeinde Hunterville, durch die der New Zealand State Highway 1 von Süden nach Norden führt. Der See, der über eine Fassungsvermögen von 1,03 Millionen m³ Wasser verfügt, dehnt sich mit seinen drei Armen über eine Fläche von 14,55 Hektar aus und misst einen Seeumfang von rund 3,5 km Länge. Die tiefste Stelle des Sees befindet sich in der Mitte des westlichen Zweigs und misst 19,1 m. Wenn man die Länge des Sees bestimmen möchte, misst man die Strecke vom nördlichsten Punkt des Sees nach Süden über den östlichen Arm zur südlichsten Spitze. Rund 820 m gilt für diese Strecke anzunehmen. Die breiteste Stelle des Sees befindet sich im westlichen Teil und misst rund 170 m in Ost-West-Richtung.
Der Lake Namunamu verfügt über keine erkennbaren Zu- oder stetigen Abfluss. Falls der See überläuft, entwässert er über einen an seinem südlichen Ende liegenden Abfluss in Richtung einer rund 1,5 km südwestlich liegenden Senke, wo das Wasser dann verdunstet und versickert. Ein weitergehender Abfluss existiert nicht.

## Raues Hornblatt
Bei der Gewässeruntersuchung durch das vom Horizons Regional Council beauftragte National Institute of Water and Atmospheric Research (NIWA) kam im Januar 2020 heraus, dass der See vom Rauen Hornblatt bewachsen ist und sich in einer nicht gewünschten Weise im See ausbreitet. Doch die Pflanze zu 100 % aus dem See zu entfernen würde für das letzte 1 % Kosten in einer Höhe erzeugen, die bereits für die Ausrottung von 99 % der Pflanzen aufgewendet worden ist. Deshalb kam das NIWA zu dem Schluss, eine schrittweise Ausrottung vorzuschlagen und mit den daraus gewonnenen Erkenntnissen weitere Strategien zu entwickeln.